# Vegyes 4 × 100 méteres vegyesúszás a 2010. évi nyári ifjúsági olimpiai játékokon
A 2010. évi nyári ifjúsági olimpiai játékokon az úszás vegyes 4 × 100 méteres vegyesúszás váltó versenyszámát augusztus 20-án rendezték meg a Singapore Sports Schoolban.

## Csapatok
| Csapat                  | Versenyzők                                                                         |
| ----------------------- | ---------------------------------------------------------------------------------- |
| Ausztrália              | Madison Wilson Nicholas Schafer Zoe Johnson Justin James                           |
| Brazília                | Pedro Costa Vinicius Borges Bruna Rocha Julia Gerotto                              |
| Dél-afrikai Köztársaság | Oneida Cooper Dylan Bosch Chad le Clos Kyla Ferreira                               |
| Egyesült Államok        | Kaitlyn Jones Austin Ringquist Erich Peske Jordan Mattern                          |
| Franciaország           | Marie Jugnet Thomas Rabeisen Medhy Metella Mathilde Cini                           |
| Hongkong                | Cheung Kin Tat Kent Yvette Man-Yi Kong Lum Ching Tat Yu Wai Ting                   |
| Izland                  | Ingibjörg Kristí Jónsdóttir Hrafn Traustason Bryndís Rún Hansen Anton Sveinn McKee |
| Japán                   | Vatanabe Jukiko Tatsunari Shoda Mayuko Okada Takahiro Tsutsumi                     |
| Kanada                  | Jeremy Bagshaw Rachel Nicol Lindsay Delmar Chad Bobrosky                           |
| Kína                    | Wang Ximing Tang Yi Liu Lan He Jianbin                                             |
| Németország             | Christian Diener Lina Rathsack Lena Kalla Kevin Leithold                           |
| Olaszország             | Flavio Bizzarri Simone Gene Stefania Pirozzi Alessia Polieri                       |
| Oroszország             | Alexandra Papusha Alexey Atsapkin Ilya Lemaev Ekaterina Andreeva                   |
| Spanyolország           | Adrián Mantas Teresa Gutiérrez Judit Ignacio Aitor Martínez                        |
| Szerbia                 | Stefan Šorak Marija Joksimović Katarina Simonović Velimir Stjepanović              |
| Szingapúr               | Rainer Kai Wee Ng Xin Jing Cheryl Lim Sheng Jun Pang Adeline Shu Jian Winata       |
| Trinidad és Tobago      | Kimberlee John-Williams Khadeja Phillip Cadell Lyons Christian Homer               |

## Előfutamok

### 1. Futam
| H  | P | Nemzet        | Idő     | Mj  |
| -- | - | ------------- | ------- | --- |
| 1. | 5 | Kína          | 3:56.78 | Q   |
| 2. | 2 | Spanyolország | 4:07.05 |     |
| 3. | 4 | Hongkong      | 4:14.66 |     |
| 4. | 6 | Szerbia       | 4:21.02 |     |
|    | 3 | Olaszország   |         | DNS |

### 2. Futam
| H  | P | Nemzet                  | Idő     | Mj |
| -- | - | ----------------------- | ------- | -- |
| 1. | 6 | Oroszország             | 4:00.67 | Q  |
| 2. | 4 | Franciaország           | 4:00.82 | Q  |
| 3. | 5 | Kanada                  | 4:02.69 | Q  |
| 4. | 7 | Egyesült Államok        | 4:04.29 | Q  |
| 5. | 2 | Dél-afrikai Köztársaság | 4:06.14 |    |
| 6. | 3 | Izland                  | 4:18.81 |    |

### 3. Futam
| H  | P | Nemzet             | Idő     | Mj |
| -- | - | ------------------ | ------- | -- |
| 1. | 4 | Ausztrália         | 3:59.14 | Q  |
| 2. | 3 | Németország        | 4:02.56 | Q  |
| 3. | 6 | Japán              | 4:06.13 | Q  |
| 4. | 5 | Brazília           | 4:08.25 |    |
| 5. | 2 | Szingapúr          | 4:08.94 |    |
| 6. | 7 | Trinidad és Tobago | 4:20.21 |    |

## Döntő
| H     | P | Nemzet           | Idő     | Mj  |
| ----- | - | ---------------- | ------- | --- |
| Arany | 4 | Kína             | 3:52.52 |     |
| Ezüst | 3 | Oroszország      | 3:55.29 |     |
| Bronz | 5 | Ausztrália       | 3:55.63 |     |
| 4.    | 6 | Franciaország    | 3:56.64 |     |
| 5.    | 7 | Kanada           | 4:02.22 |     |
| 6.    | 1 | Egyesült Államok | 4:02.90 |     |
| 7.    | 8 | Japán            | 4:06.18 |     |
|       | 2 | Németország      |         | DSQ |

## Fordítás
Ez a szócikk részben vagy egészben  a   Natação nos Jogos Olímpicos de Verão da Juventude de 2010 - 4x100 m medley misto című portugál Wikipédia-szócikk fordításán alapul.  Az eredeti cikk szerkesztőit annak laptörténete sorolja fel. Ez a jelzés csupán a megfogalmazás eredetét és a szerzői jogokat jelzi, nem szolgál a cikkben szereplő információk forrásmegjelöléseként.